# Velencei karnevál

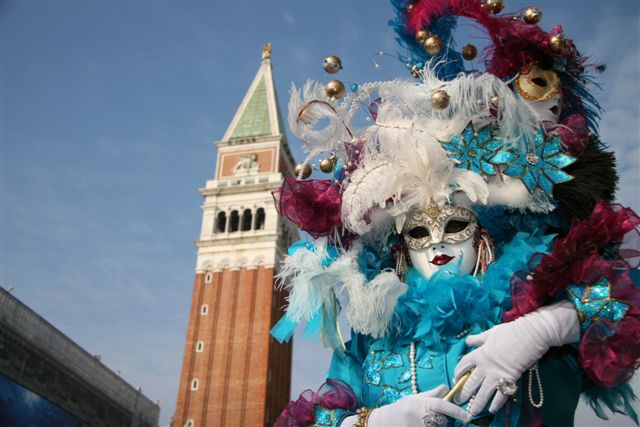
A velencei karnevál

A velencei karnevál ősi hagyományokra épülő, világszerte ismert karnevál.
Hamvazószerda előtt két héttel kezdődik, és hamvazószerda előtti napon, húshagyókedden ér véget. Ezen a napon a város apraja-nagyja csónakra, bárkára, tutajokra száll és egész nap, illetve éjszaka ott tartózkodik. Mindenki a vízen ebédel és vacsorázik, állandó zeneszó kísérete mellett. A szórakozás minden formája előfordul, a tűzijátékokat is beleértve. A hajnalt is a vízen kell megérni, mert a hagyomány szerint aki a „redentore hajnalán” az Adria vizével vetett magára keresztet, az egész évre mentesül a betegségektől.
Az egészhez a tengeren úszó furcsa meseváros márványkövei és palotái adják a díszletet.

## A mulatság

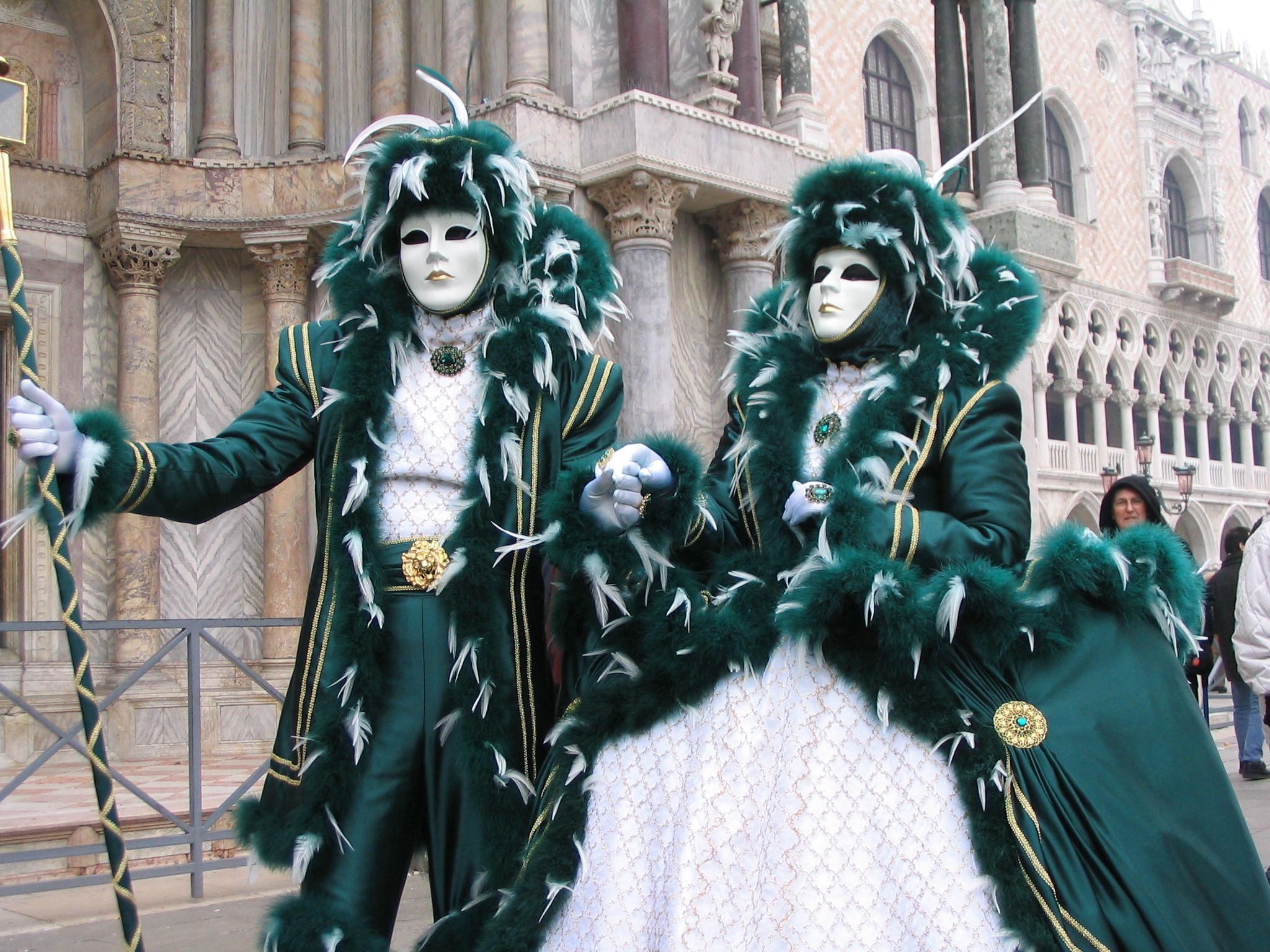
Hódolat a karnevál hercegének

Dél-Európában a farsang az év egyik legnagyobb ünnepe volt, olyan kivételes időszak, amikor viszonylag büntetlenül, nyíltan is ki lehetett mondani dolgokat. A farsangi időszak januárban kezdődött és a nagyböjthöz közeledve nőttön nőtt az izgalom. Rendszerint a városközpontban, szabad ég alatt rendezték, Velencében a Szent Márk téren. Hatalmas színjátékhoz volt hasonló, ahol az utcák alkották a színteret, a városlakók voltak a színészek, s egyben a nézők is. A közönség az erkélyekről nézhette az eseményeket. Nem volt éles határ a színészek és a nézők között. A bámészkodó hölgyek például az erkélyekről tojással dobálhatták meg a felvonulókat, az álarcosoknak pedig gyakran megengedték, hogy magánházakba büntetlenül berontsanak. A húshagyókeddi ünnepségek eredetileg parádés felvonulással kezdődtek, melyet virágkoszorúba öltöztetett ökrök vezettek. Amikor a felvonuló tömeg elérte a Szent Márk teret, az ökröket a dózse szeme láttára egy széles pengéjű kard egyetlen csapásával lefejezték.

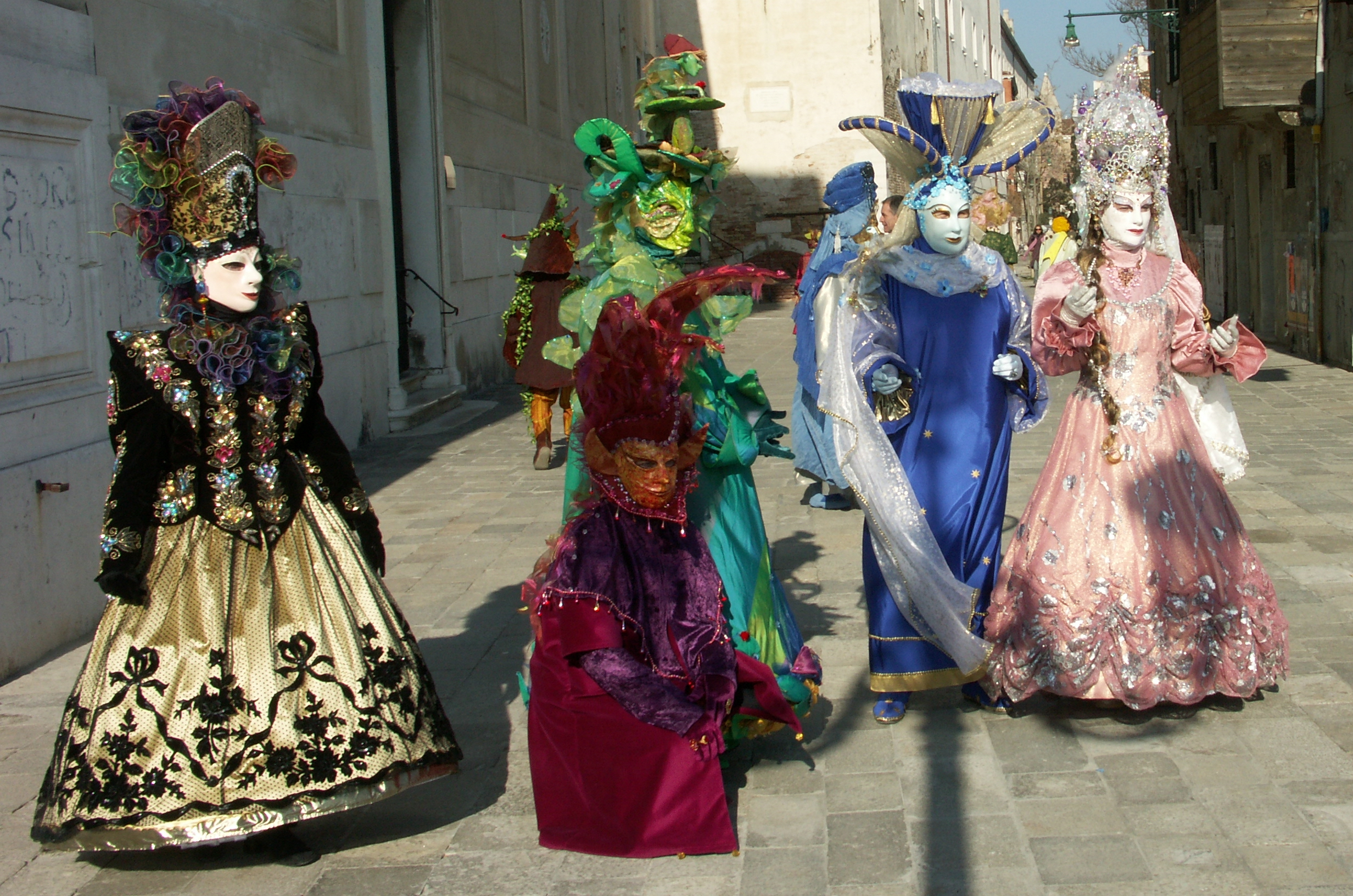
Néhány álarc a velencei karneválon

A velencei karnevál sok részletet megőrzött a múltból: a dózse és vendégei az erkélyről üdvözlik a népet. Megszólalnak a harsonák és az ég hirtelen tele lesz menekülő színekkel, léggömbök százai repülnek, imbolyognak a magasban, mintha Velence is szállni készülne. A Campanile tornyából a Dózsepalota egyik oszlopához erősített drótkötélen lassan csúszik lefelé a papírral bevont gipszgalamb. Az emberek kiáltoznak, „Viva Venezia! Ciao Venezia!”, a Colombina pedig a magasban kinyitja a hasát, és hullani kezdenek a szalagok és a konfettik. A „kis galamb röpte” a hajdani karneválok egy momentumára emlékeztet: akkoriban egy fiatal kötéltáncos haladt át a téren a harangtorony és a Palazzo Ducale Foscari Loggiája között kifeszített kötélen. Ezzel szemben az ünnepségsorozat végén – húshagyókedd éjjelén – szintén a Szent Márk téren az egybegyűltek levették maszkjaikat, és kórusban búcsúztak, azt kiáltozva: „Elmegy! Elmegy! Elmegy!”
Húshagyókedd a karnevál utolsó napja és egyben a csúcsnapja is. Az utolsó napon búcsúznak el a Karnevál Hercegétől, és ahogy az első napon mindent odaadtak neki, ekkor mindent elvesznek tőle. Hogy elűzzék a tél rossz szellemét, s hogy valójában véget érjen a mulatozás, szimbolikusan megölik a karnevált. A Karnevál Hercege élt, evett, ivott, tobzódott, kiszórakozta magát kellőképpen, de ekkor stílusosan búcsút vesznek tőle. Elkísérik utolsó útjára, és megsiratják. Az álarcosok kendőkkel törölgetik a szemüket, hogy kifejezzék szomorúságukat. Még bíróság elé is cipelik, rákennek minden rosszat, ami a városban történt, kiszabják rá a büntetést, majd a nép elkíséri a máglyához. A máglyánál az élő alak helyet cserél egy felöltöztetett szalmabábuval, amit aztán tűzre vetnek. A nép zokogást mímel, majd visonganak, és a seprűjükkel ütik a földet. A szalmabábu képében az önmagukban rejlő rossztól is búcsút vesznek. A karnevál egyik fontos eleme a tűz. A megtisztulást jelképezi, tűzre teszik a rosszat, és mindenki megszabadul a bűntől. Ezzel a pillanattal a természet végre kilép a télből, és visszatér az élethez.

## A velencei karnevál története

### A karnevál szó eredete
Az elnevezés a középkori latin carne levare, „a hús elhagyása” kifejezésből alakult ki. A hús szó azonban nem csak a keresztény ünnep böjtmegelőző jellegére utal, hanem a farsangi eszem-iszomra is. Ilyenkor ugyanis rengeteg hús (disznó, marha, és csirke) fogyott. Nem vethető el azonban egy másik  magyarázat sem: carrus navalisnak nevezték azt a kerekeken guruló, hajó formájú szekeret az ókori Rómában, amelyet a február 15-én tartott Lupercalia-ünnepen álarcos tömeg húzott végig az  utcákon, mint a termékenység, bőség szimbólumát, a természet újjászületését köszöntve.
Ez az eredetmagyarázat  azonban valószínűleg téves, ugyanis a „carrus”, azaz kocsi szó az olasz nyelvben minden esetben megőrizte a két r-es alakot, a carneval szót pedig egyik későbbi változatában sem írják két r-rel.

### Dionüszosz-ünnepek az ókori Görögországban és Saturnaliák
A karneválnak a Dionüszosz ünnepekkel való rokonítása nem teljesen alaptalan, ugyanis az ókori Görögországban volt egy olyan Dionüszosz-ünnep, ami éppen a mai farsangi időszakkal esik egybe. Ez a kis Dionüszia, amelyet a falvakban és december-januárban ünnepelték. Az ekkor rendezett vidám mulatságokat hangos, álarcos felvonulások kísérték. Ezekből alakult ki később az athéni vígjáték. (A nagy Dionüszosz ünnepek tavaszra estek, ilyenkor, március-áprilisban az újbort, a szőlő új virágzását ünnepelték, elsősorban a városokban. Ezen ünnepeken drámai versenyeket is rendeztek, s a folyamatos fejlődés során ebből alakult ki az athéni tragédia.)
Az ókori görögök Dionüszosznak áldoztak, míg az ókori Rómában a február 15-én rendezett Lupercalia-ünnepeken kecskét szenteltek az isteneknek. A Saturnaliák ősrégi latin népünnep, mely a hagyomány szerint annak a boldog aranykornak emlékezetét rejtette, amely Saturnus uralkodása alatt volt a világon. Évfordulója ünnep volt, melynek a napja december 17-ére esett, de az egész ünnep teljes egy hetet vett igénybe. Szabályozása a császárok korába esik: Augustus Caesar három napot engedélyezett, Tiberius és Caligula megtoldották egy-egy nappal. Az egész idő alatt teljes  munkaszünet és korlátlan jókedv uralkodott. A gazdagok rózsával koszorúzták fejüket, megvendégelték a szegényeket, leszedték a rabszolgák láncait, a cselédeket saját asztalukhoz ültették, a családtagok pedig apró ajándékokkal kedveskedtek egymásnak. Cirkuszi versenyek, gladiátorjátékok és alakos felvonulások követték egymást, melyek a bolondok ünnepe, karnevál és más ünnepek ősképéül tekintendőek.

### A középkori folytatás
A középkorban is tovább éltek ezek az álarcos, állatjelmezes felvonulások. Ezeket a régi, pogány ünnepeket később az egyház keresztény tartalommal töltötte meg. A farsangi mulatságok nemcsak a Saturnáliák divatját tartották életben, hanem a természet megújhodásával ősi, vidám népjeleneteit, állati és óriás figuráit is. Európa legtöbb országában emlékezetes és mindig újra várt esemény volt az álarcos felvonulás, amikor vagy az ismert, hajó formájú kocsik tetején, vagy másféle feldíszített szekereken óriási maszkos, jelmezes alakokat hordoztak körül. A reneszánsz Firenzében az álarcosbálok védnöke maga a városállam Medici-házi uralkodója, Lorenzo Il Magnifico volt.
Ekkor alakult ki a vízkereszttől hamvazószerdáig tartó időszak farsang elnevezése (a német fasen, faseln – mesélni, pajkosságot űzni – szóból), amely – főként az utolsó három napban – a szabados mulatozás, kicsapongás, böjtök előtti népünnepélyek ideje is. Az egyébként szigorúan vallásos, hétköznapi életet a féktelen örömünnep váltotta fel ekkor. A maszk kétségtelenül a karnevál jelképe, Velence szimbóluma. A farsang hazája Olaszország, ahol ez a régi római Saturnália ünnepekből származott, melyeket a keresztény egyház nem tudott a nép tudatából kiirtani, és kénytelen volt e régi pogány ünnepeknek némi vallásos színezetet adni.

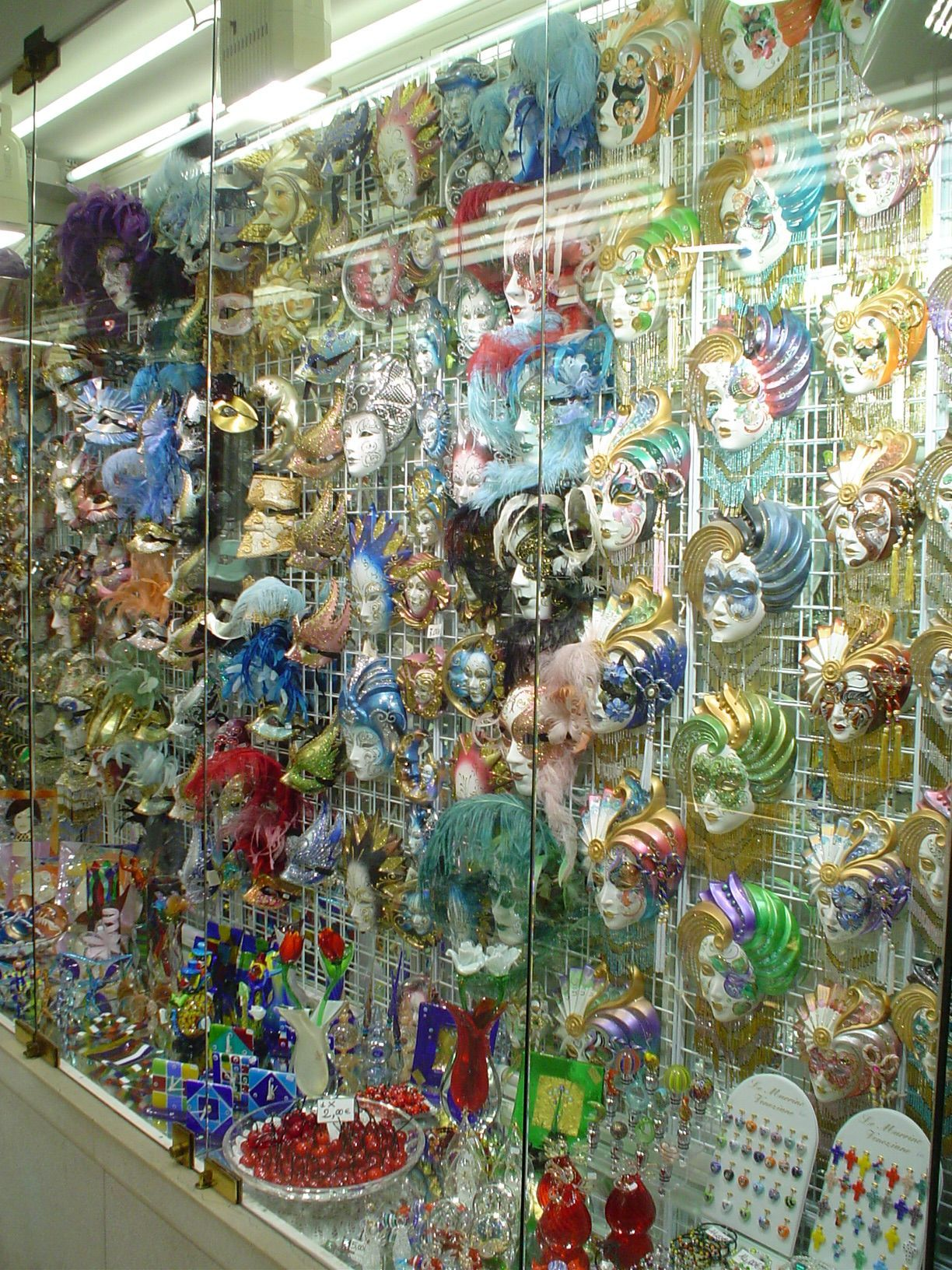
Maszkok egy velencei kirakatban

Korábban nemcsak álarcos felvonulásokat tartottak, virágot és gipszből vagy cukorból készült golyócskákat (confetti) dobáltak a járókelőkre, hanem a velencei karnevál még állatviadalairól, valamint a római kori lóversenyeiről is híres volt. Velence külön történelmi magyarázattal is szolgál: a hagyomány szerint a köztársaságnak a császárhű Ulrico pátriárka felett aratott győzelme óta tartanak ünnepséget ilyenkor „Húshagyó Csütörtökön”, a Piazetta San Marco-n.
Az első írásos emlékek, melyek megemlítik a karnevált, 1094-ből valók. Ez időben Vitale Falier volt a város  dózséja. Velence nagy és félelmetes mediterrán tengeri hatalom volt, s győzelmeit sorozatosan meg is ünnepelte.
A 13. század végén nyilvánították hivatalos ünnepnek a húshagyókeddet, és a maszk-készítőknek már a középkorban saját alcsoportjuk volt a festők céhén belül. Európa több országába eljutottak az itt készült maszkok, Magyarországra is innen hozatták az álarcokat és ruhákat Mátyás király korában.
Velence a 18. században elnyerte a karneválok városa címet. Ekkoriban már Európa nemesei százával özönlötték el, hogy jól kimulassák magukat a város terein és utcáin, a kaszinókban és színházakban. 1869-ben például Ausztria császára, Ferenc József is részt vett inkognitóban a karneválon a Tron és Rezzonico családok vendégeként. Amikor a köztársaság megbukott, a város fejlődése alábbhagyott, a karneválról is megfeledkeztek. A hagyomány pompás újraélesztése két évtizeddel korábbra tehető.
1980-ban, kétszáz év téli nyugalom után újították fel a Velencei Karnevált és a központi Szent Márk tér nyüzsgő, álarcos és fantáziadús látogató serege hömpölyög ma már a tereken és a szűk utcákon. Aki ellátogat ezeken a hétvégéken Velencébe, megismerheti ennek az elvarázsolt, romantikus város farsangi, nagyvilági szalonokat utánzó arculatát, amely ma a világ legrangosabb eseményeinek egyike. Ideje alatt hozzávetőleg félmillió turista keresi föl a várost. 1979 óta, amikor ez a szép hagyomány újra életre kelt, a látogatók száma évről évre nő. Főleg az ünnepségsorozat utolsó hétvégéje zsúfolt, nem ritka, hogy sokan csak a várostól 10 kilométerre találnak szállást.

### A karnevál szabályozása törvényekkel
Az Adriai Köztársaság idejében minden tilalmat feloldottak a karneváli időszak idejére és az utcákat, tereket az álarcokba, álruhákba öltözött nép vette birtokába. A szalonokból, kávéházakból a hangos és féktelen mulatozás zaja szűrődött ki. Kötelező volt az álarc viselése, amelyet már akkor is papírmaséból készítettek és díszesen festettek, dekoráltak. Az álarcot azonban nemcsak szórakozásra használták. Hiába korlátozták viselését törvények, a korabeli híradásokból kiderül, hogy az álarc lehetőséget nyújtott a fegyverviselésre, anélkül hogy bárki felismerhette volna az éjszakai randalírozót vagy szerencsejátékost. De alkalmas volt a maszk a polgárok számára a hitelezők elöli rejtőzésre is, ezért a kaszinók nem engedélyezték játékosaik számára viselését.
- A legrégebbi törvény, mely Velencében az álarc használatát szabályozta - tiltja számukra a "tojásjáték gyakorlását" -, 1268-ban született. A törvényt a nagy hatalmú és rettegett velencei tanács, a Serenissima hozta.
- A legfurcsább rendelet, melyet a város főtanácsa hozott, 1467-ből származik. Ez megtiltotta a férfiaknak, hogy apácazárdába belépjenek, és nőnek álcázzák magukat.
- Igen jelentős egy másik, 1502-es rendelet, mely a pálcát és egyéb fegyvert viselő maskarásokat rendszabályozta. Nem engedélyezett  az álarc és fegyver együttes viselése, a jelmezesek nem látogathatják a templomokat, sőt több időszakban  betiltották a felvonulásokat is.

Az egyetlen maszk, aminek a hordását majdnem egész évben engedélyezték, a bauta volt. Ez egy fél-álarc, ami kényelmes is, hiszen a maszk levétele nélkül  bárki ehetett-ihatott kedvére.
A törvényeket azonban nem igazán tartották be. Ami azt illeti, ugyanazokat a törvényeket kellett évről évre meghozni 1789-ig, sőt, egészen a második világháborúig foglalkozott velük a jogalkotás.

### Commedia dell’arteéspantomim

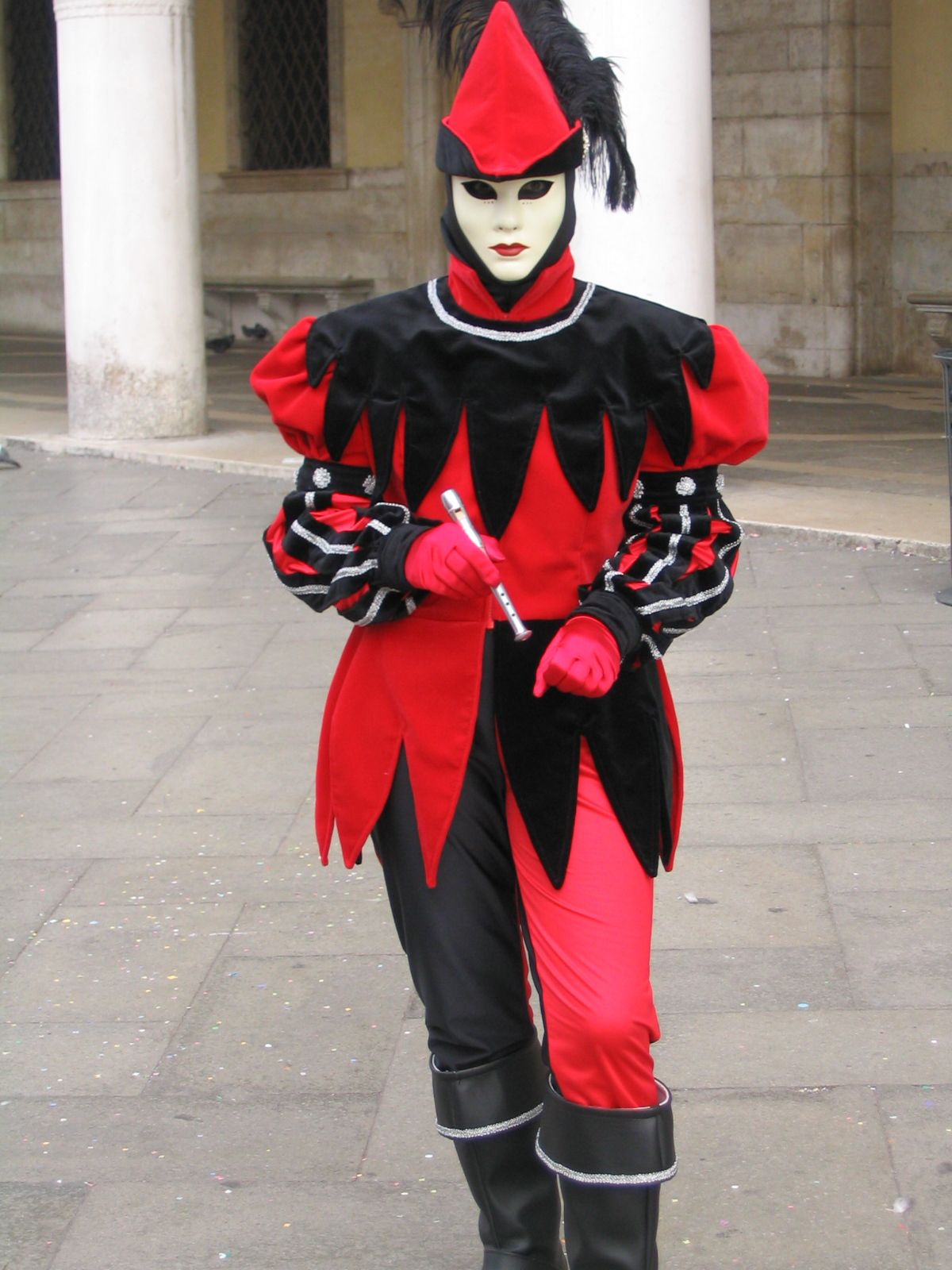
Pierrot a velencei fesztiválon

A commedia dell’arte a 16-18. századokban, a francia klasszicista drámák idejében uralta az olasz színjátszást és egész Európában elterjedt. Legfőbb műfaji sajátossága a rögtönzés volt. A színészek nem szöveget kaptak, hanem csak a "carnovaccio"-ban rögzített cselekmény vázlatát, mely csupán a játék lényeges fordulópontjait rögzítette. A részleteket, a párbeszédeket a színészeknek kellett rögtönözni. Erre az adott lehetőséget, hogy a commedia dell’arte állandó típusokkal (tipi fissi), hagyományos jellemekkel dolgozott, amelyek állandóságát maszkkal és ruházattal is hangsúlyozták.
A legfőbb állandó típusok a következők voltak: gazdag, zsugori, öreg, könyörtelen, gőgös, hetvenkedő, az esetlen hivatalnok, hős szerelmes ifjú. A commedia dell’arte nem a látvány varázsára – mint  az udvari színházé – és nem is a szó meggyőző erejére, hanem a gesztusok hatalmára épített. Ez a műfaj Molière-re is hatással volt. Egyes jelenetei közé melodramatikus némajátékot illesztettek, amellyel kialakult a mai értelemben vett pantomim műfaja. A 18. századi Angliában harlequinade, vagy harlekinád néven önálló némajáték született, amelyben Harlekin figura és Colombine szerelmének komikus epizódjai tarkították, s szatirizálták az egykorú színpadon előadott komoly darabokat.
Pierrot szintén egy gazdag színházi, irodalmi, képzőművészeti múlttal rendelkező, emlékezetes színpadi alak. Eredetileg Pedrolino néven a commedia dell’arte egyik szolgafigurája volt és a francia színpadon tett szert fehér arcára és bő fehér ruházatára.

### Tradicionális figurák és viseletek

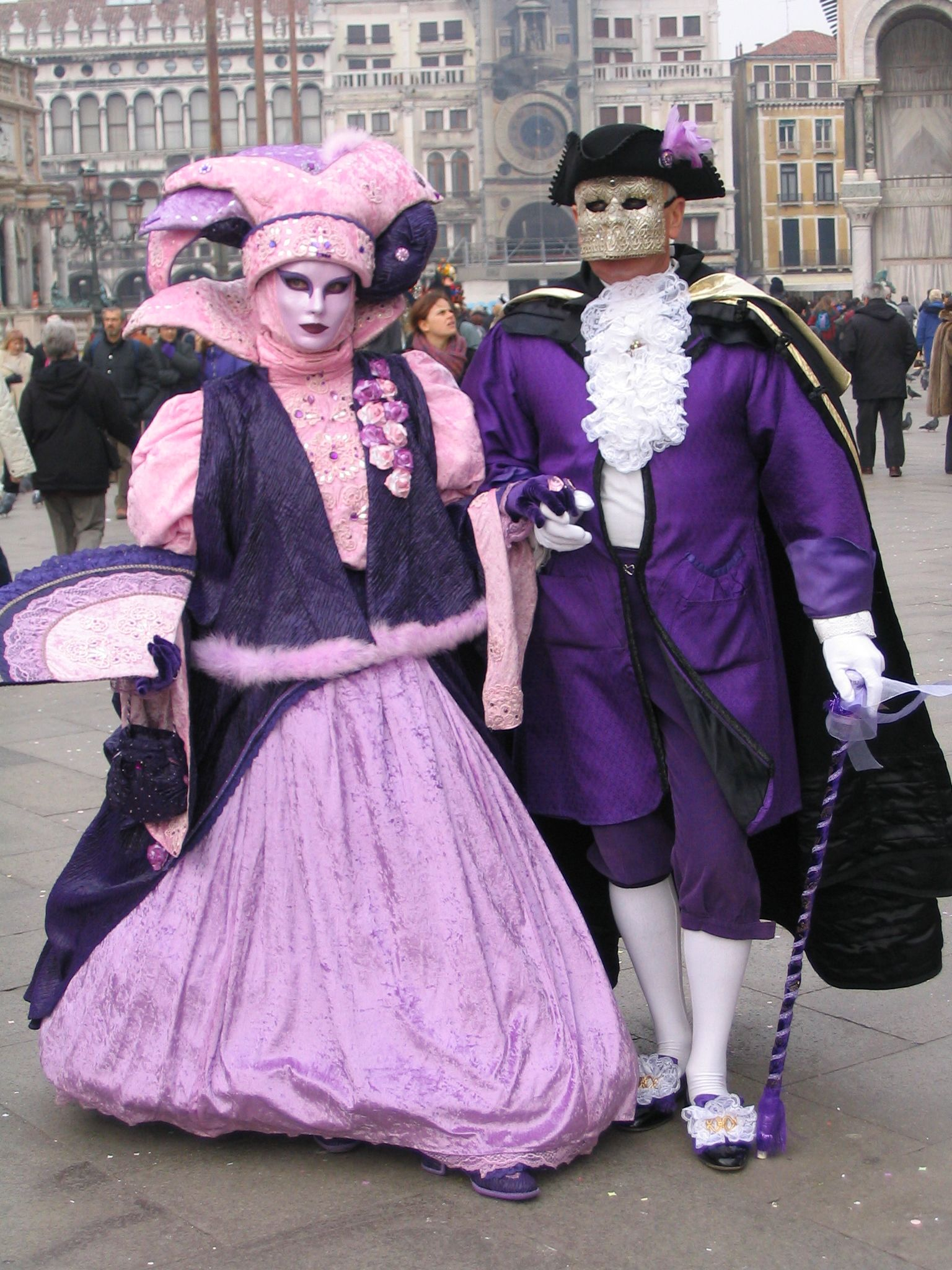
Jellegzetes karneváli jelmezek

Egy 1790-ből származó itáliai útleírás szerint „a maschera-öltözék néha szürke, de leggyakrabban – szinte mindig – fekete velencei köpenyből áll: a  köpeny selyemből van. A fejre fátyolból és fekete csipkéből egy pici kámzsát tesznek, ennek bauta a neve. Az arc többi részét fehérre festett álarc takarja, ezt voltónak hívják, ami elfedi az arcot, de a szájat szabadon hagyja. Az egészet a kalap tartja, amelyet  fehér tollbokréta díszít.”
A bauta volt az első maszk, és kizárólag az arisztokraták viselték. Egy másik tipikus velencei maszk a pestisdoktor. Először az 1630. évi velencei pestis idején  említi egy bizonyos Lancetta nevű patikus, hogy néhány  orvos „különös viseletben” járja a pestises utcákat, hatalmas csőrszerű álarcot viselnek, a fejük búbjáig beöltöztek, kesztyűs kezükben hosszú pálcát hordtak.

## Képtár

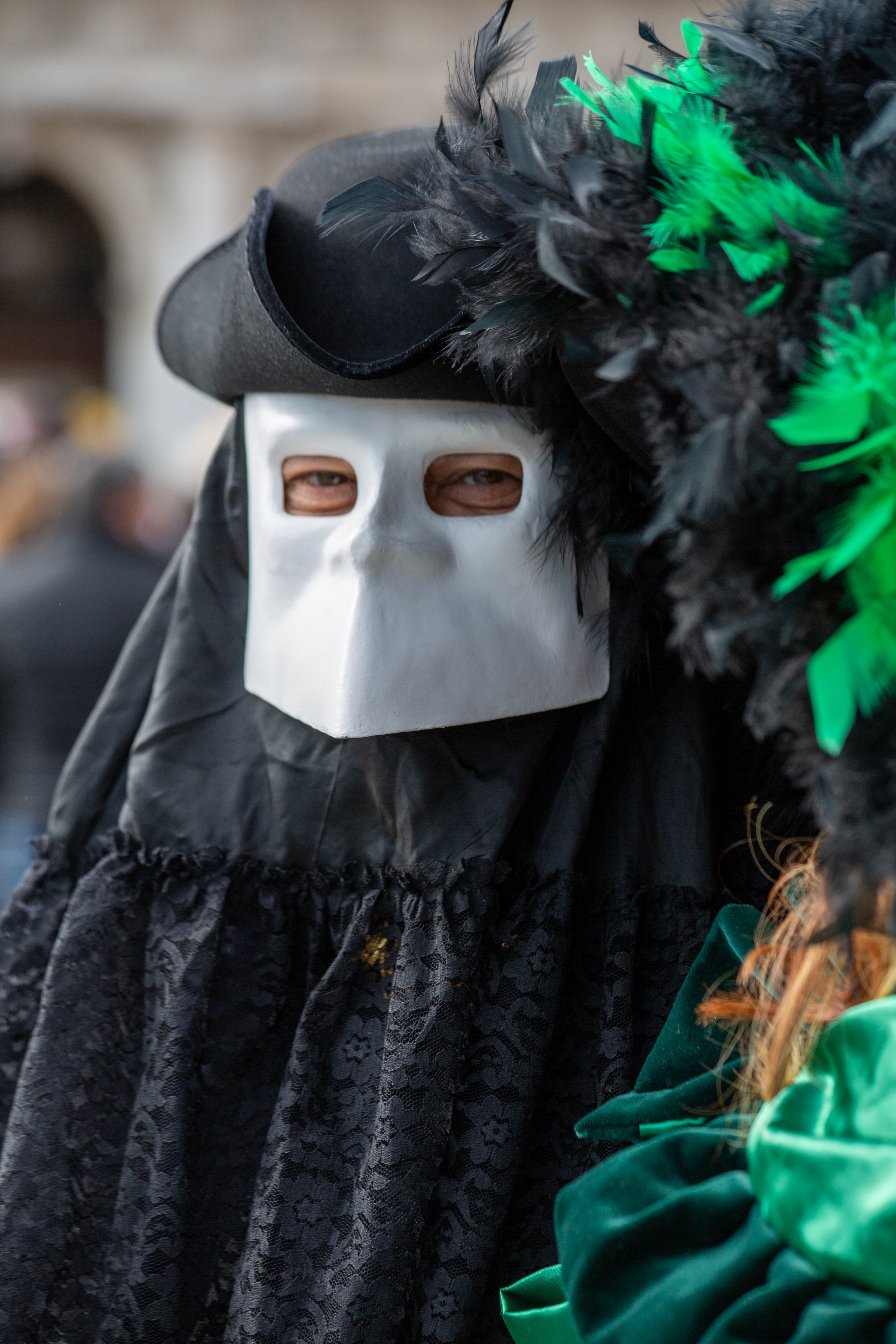
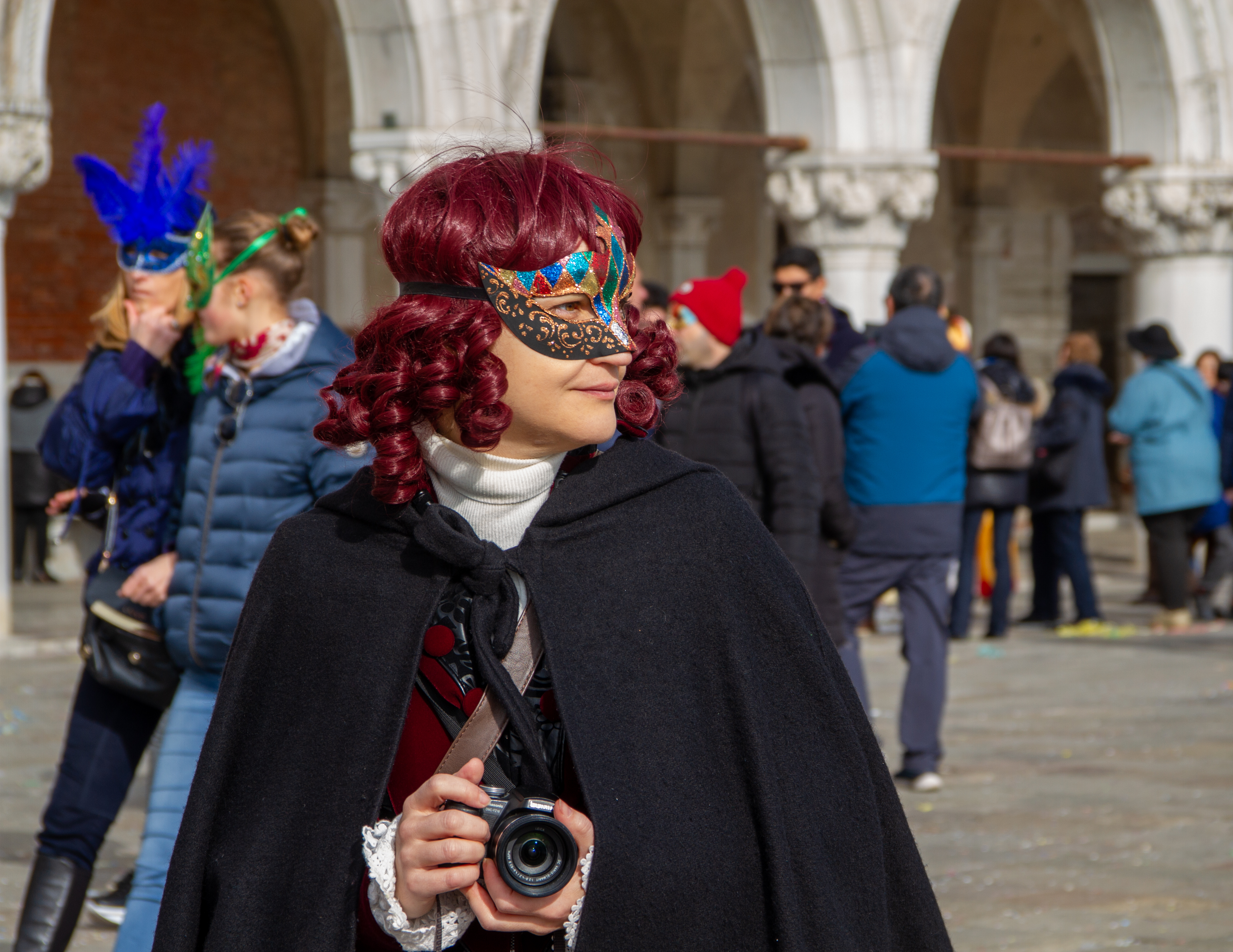
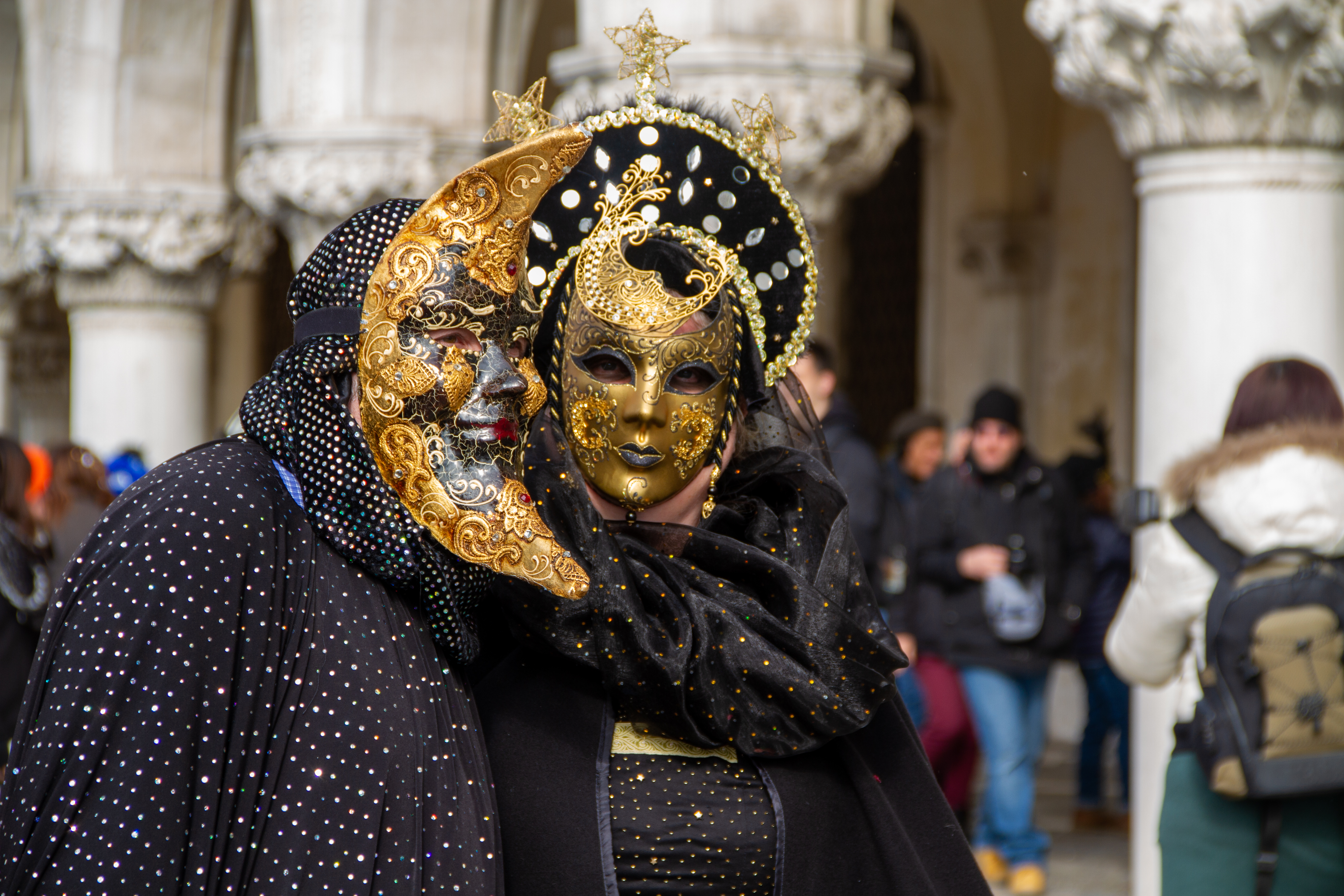
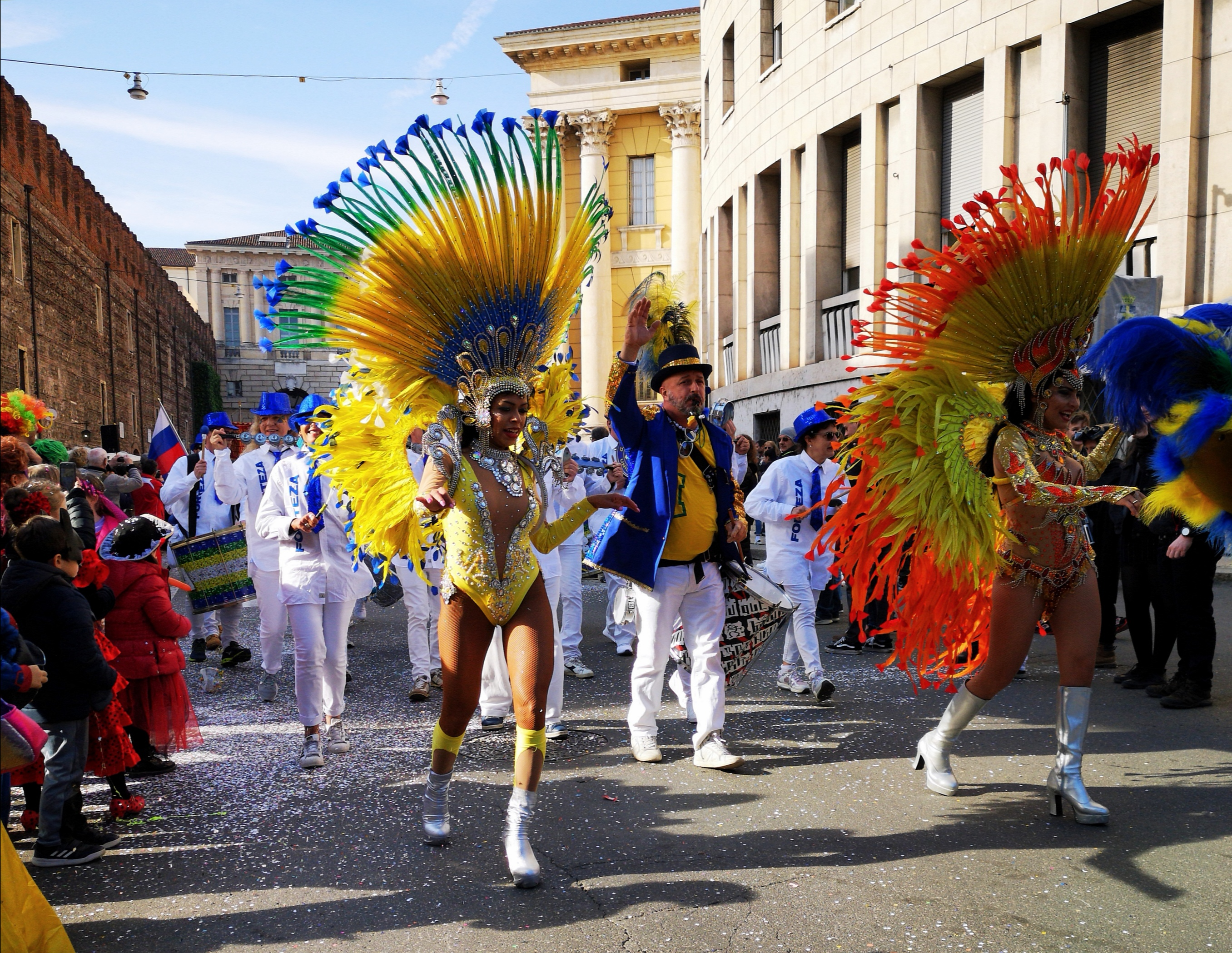
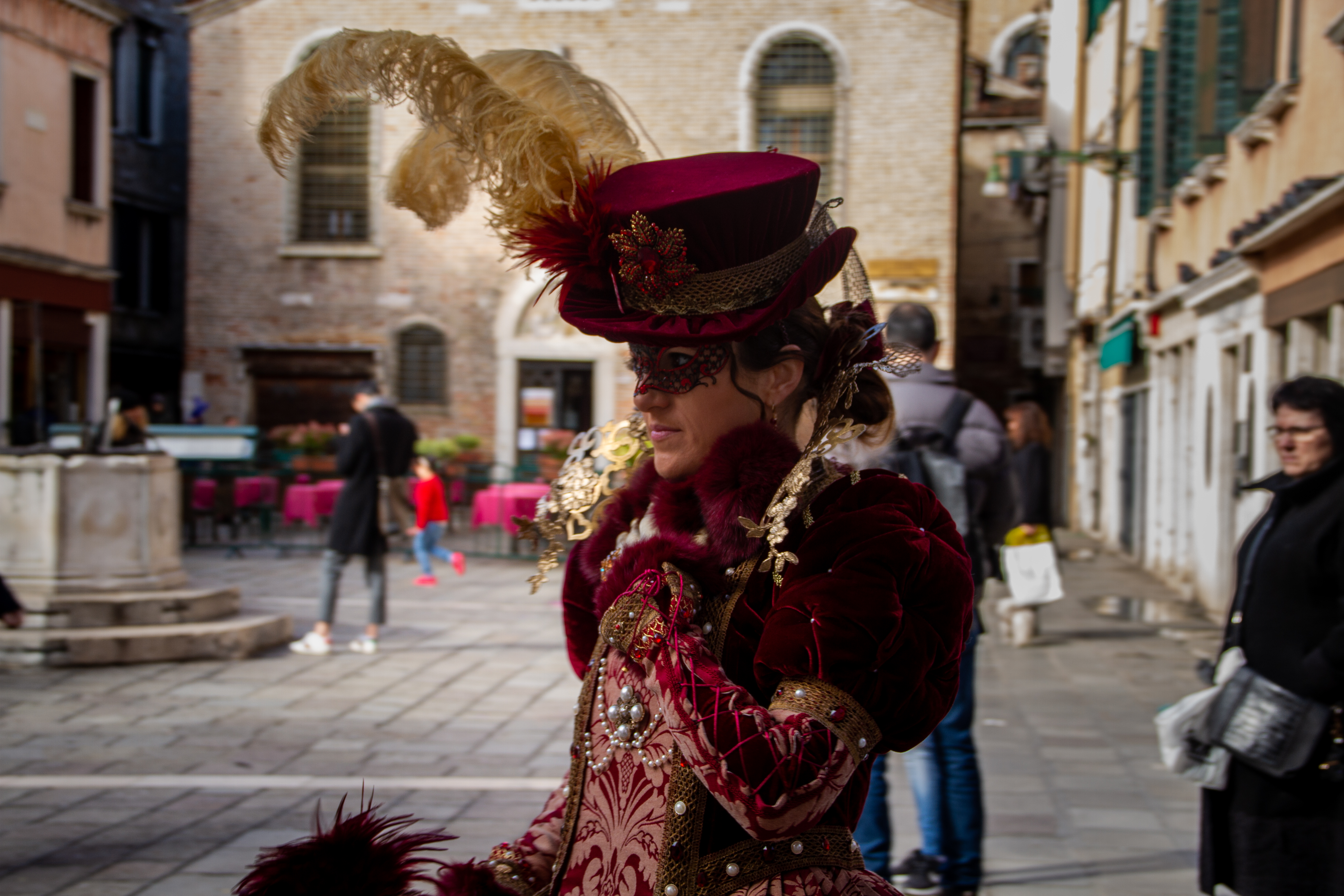
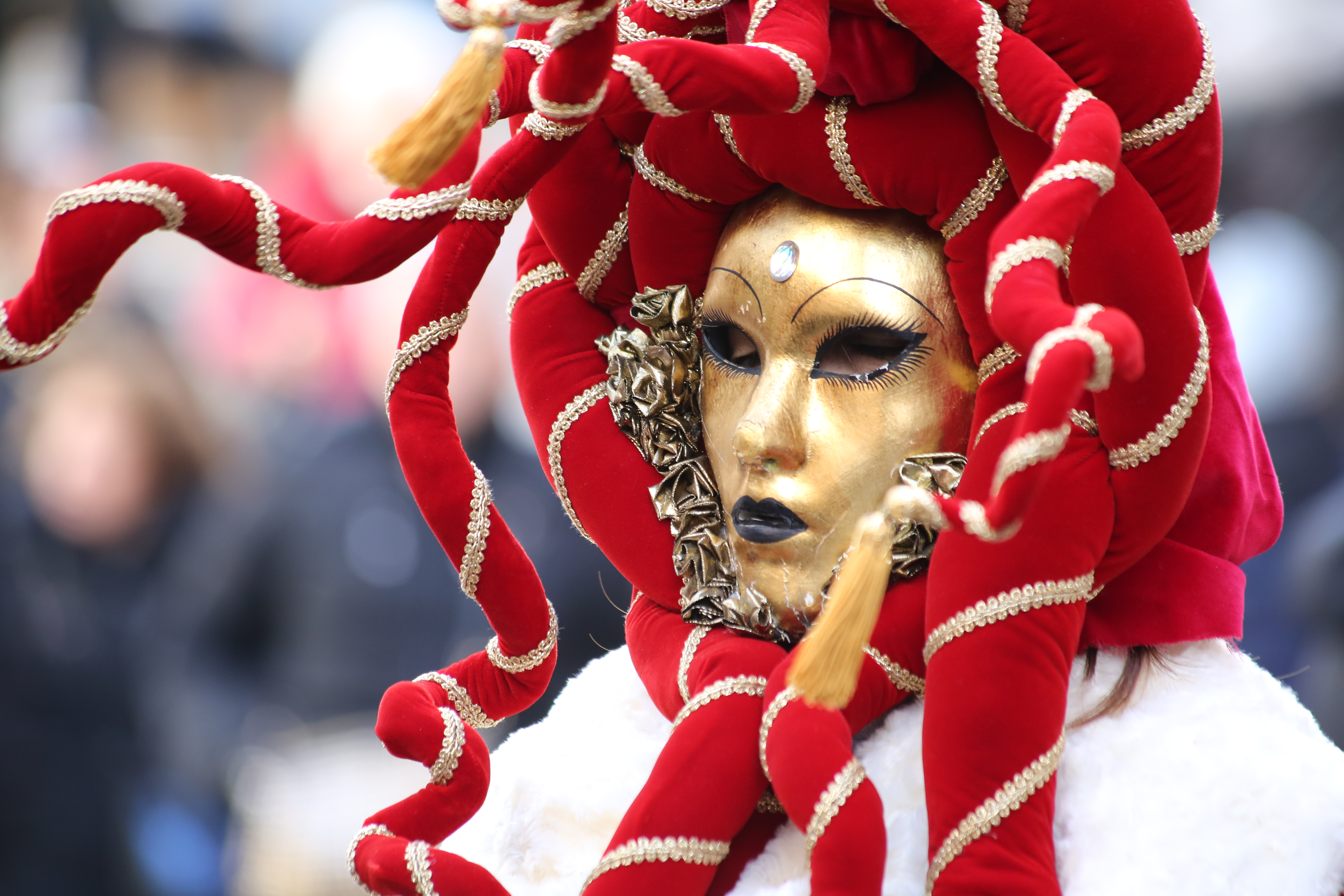